# Unruly Passenger
Ein Unruly Passenger ist ein Fluggast, der gegenüber anderen Fluggästen oder der Besatzung aggressiv oder gewalttätig wird oder das Flugzeug beschädigt oder am Flughafen randaliert. Verantwortlich ist in erster Linie Alkoholkonsum sowie weitere Drogen oder Arzneimittel. Auch Stress, Überforderungen, lange Wartezeiten an Flughäfen oder Verspätungen können zu aggressiven oder gewaltbereiten Passagieren führen. 53 Prozent der Fluggesellschaften, die Mitglieder der International Air Transport Association (IATA) sind, melden zunehmende Zahlen für aggressive oder gewaltbereite Passagiere. 40 Prozent mussten sogar einen Flug umdisponieren. Gemäß IATA kam es 2016 alle 1424 Flüge zu einem Vorfall, 2017 bereits alle 1053 Flüge und die extremen Fälle nehmen überdurchschnittlich zu.
Die Tokio-Konvention von 1969 regelte bis jetzt Vorfälle dieser Art für die zivile Luftfahrt. Die Konvention soll durch das Montreal-Protokoll von 2014 erweitert werden. Das neue Protokoll tritt in Kraft, sobald 22 Länder das Protokoll ratifiziert haben.
Indien hat als erstes Land Regeln mit Schwarzen Listen eingeführt, dabei werden die unruly passengers in drei verschiedenen Gruppen unterteilt. Die erste Gruppe umfasst Passagiere, die verbal ausfällig werden, die zweite Passagiere, welche physisch tätig werden, und die letzte Gruppe umfasst alle Passagiere, deren Aktivitäten als lebensbedrohlich eingestuft sind. Die erste Gruppe wird mit einem Flugverbot von bis zu drei Monaten belegt, die zweite Gruppe bis zu sechs Monaten und die letzte Gruppe mindestens zwei Jahre. Im Wiederholungsfall erfolgt eine Verdoppelung der Sperre. Nationale und internationale Fluggesellschaften sind verpflichtet die Schwarzen Listen zu führen und mit der indischen Regierung zu teilen.